# Anaxidia lactea
Anaxidia lactea là một loài bướm đêm thuộc họ Limacodidae được tìm thấy ở Úc, bao gồm Tây Úc.